# Momordica boivinii
Momordica boivinii là một loài thực vật có hoa trong họ Cucurbitaceae. Loài này được Baill. mô tả khoa học đầu tiên năm 1886.